# Teatro del Ponente
Il Teatro del Ponente è un teatro italiano. Ha sede a Genova, nel quartiere di Voltri.

## Storia
Il Teatro del Ponente venne fondato nel 2002 dal Comune di Genova, tramite la riqualificazione di un edificio industriale dismesso e il supporto di fondi europei, con l'obiettivo di creare un polo culturale nel ponente del capoluogo ligure, in particolare nell'area dell'ex comune di Voltri. Diviso in tre sale, con una capienza di 250 posti, ha sede in piazza Odicini, nel complesso municipale che ospita anche la Biblioteca Civica Benzi, e si affaccia direttamente sulla passeggiata a mare Roberto Bruzzone.
Nel 2002 il teatro fu dato in affidamento da parte del Comune di Genova alla compagnia teatrale Teatro Cargo, fondata nel 1994 e sostenuta dal Ministero per i beni e le attività culturali dal 1999, per occuparsi delle produzioni drammaturgiche e del cartellone.
Nel 2016 la struttura è stata completamente restaurata, per un importo complessivo di oltre 400mila euro, con una nuova inaugurazione tenuta il 10 settembre 2016.
Dal 2019 il Teatro del Ponente e la produzione drammaturgica sono affidate alla Fondazione Luzzati - Teatro della Tosse.

## Descrizione
Il teatro dispone di tre sale e ha una capienza di 250 posti.